# Zhaotong
Zhaotong, tidigare stavat Chaotung, är en stad på prefekturnivå i Yunnan-provinsen i södra Kina. Orten är belägen i den norra delen av provinsen omkring 320 kilometer nordost om provinshuvudstaden Kunming. Den gränsar till Sichuan- och Guizhou-provinserna.

## Administrativ indelning
Zhaotong tar upp en yta som är något mindre än Västra Götalands län och består till 90 procent av landsbygd som är indelad i tio härad. Den egentliga staden Zhaotong utgörs av stadsdistriktet Zhaoyang.
- Stadsdistriktet Zhaoyang - 昭阳区 Zhāoyáng qū ;
- Häradet Ludian - 鲁甸县 Lǔdiàn xiàn ;
- Häradet Qiaojia - 巧家县 Qiǎojiā xiàn ;
- Häradet Yanjin - 盐津县 Yánjīn xiàn ;
- Häradet Daguan - 大关县 Dàguān xiàn ;
- Häradet Yongshan - 永善县 Yǒngshàn xiàn ;
- Häradet Suijiang - 绥江县 Suíjiāng xiàn ;
- Häradet Zhenxiong - 镇雄县 Zhènxióng xiàn ;
- Häradet Yiliang - 彝良县 Yíliáng xiàn ;
- Häradet Weixin - 威信县 Wēixìn xiàn ;
- Häradet Shuifu - 水富县 Shuǐfù xiàn.